# Squamocnus niveus
Squamocnus niveus är en sjögurkeart som beskrevs av O’Loughlin och Alcock 2000. Squamocnus niveus ingår i släktet Squamocnus och familjen korvsjögurkor. Inga underarter finns listade i Catalogue of Life.